# 2. Strafsenat des Bundesgerichtshofes

2. Strafsenat des BGH mit den dazugehörigen Oberlandesgerichten:
Köln
Frankfurt am Main
Jena

Der 2. Strafsenat des Bundesgerichtshofs ist als einer von derzeit sechs Strafsenaten des BGH ein Spruchkörper des obersten deutschen Gerichtshofes der ordentlichen Gerichtsbarkeit.

## Errichtung
Der 2. Strafsenat besteht seit der Gründung des Bundesgerichtshofs am 1. Oktober 1950.

## Besetzung
Der Senat ist derzeit (Stand: Januar 2024) wie folgt besetzt:
- Vorsitzender: Eva Menges
- Stellvertretender Vorsitzender: Claus Zeng
- Beisitzer: Ekkehard Appl, Alexander Meyberg, Andreas Grube, Wolfgang Schmidt, Hans-Joachim Lutz, Susan Herold

## Vorsitzende
| Nr. | Name (Lebensdaten)             | Beginn der Amtszeit | Ende der Amtszeit  |
| --- | ------------------------------ | ------------------- | ------------------ |
| 1   | Dagobert Moericke (1885–1961)  | 5. April 1951       | 31. Dezember 1955  |
| 2   | Paulheinz Baldus (1906–1971)   | 1. Januar 1956      | 21. Juni 1971      |
| 3   | Rudolf Schumacher (* 1915)     | 24. April 1972      | 30. September 1981 |
| 4   | Albert Mösl (* 1917)           | 26. Oktober 1981    | 30. April 1985     |
| 5   | Gerhard Herdegen (1926–2014)   | 1985                | 30. September 1991 |
| 6   | Burkhard Jähnke (* 1937)       | 2. Oktober 1991     | 31. Mai 2002       |
| 7   | Ruth Rissing-van Saan (* 1946) | 6. Juni 2002        | 31. Januar 2011    |
| 8   | Andreas Ernemann (1947–2023)   | 1. Januar 2012      | 30. Juni 2012      |
| 9   | Jörg-Peter Becker (* 1953)     | 1. Juli 2012        | 30. Juni 2013      |
| 10  | Thomas Fischer (* 1953)        | 1. Juli 2013        | 30. April 2017     |
| 11  | Jürgen Schäfer (* 1962)        | 22. Januar 2018     | 4. November 2018   |
| 12  | Ulrich Franke (* 1957)         | 5. November 2018    | 31. August 2023    |
| 13  | Eva Menges (* 1970)            | 15. Dezember 2023   | im Amt             |

### Streit um den Vorsitz
Nach der Pensionierung der Senatsvorsitzenden Ruth Rissing-van Saan Ende Januar 2011 entbrannte ein heftiger Streit um ihre Nachfolge: Dem bisherigen stellvertretenden Vorsitzenden Thomas Fischer, der sich um die Vorsitzendenstelle beworben hatte, sollte Rolf Raum vorgezogen werden. BGH-Präsident Klaus Tolksdorf beurteilte Fischer entgegen seinen eigenen früheren Beurteilungen nicht mehr als in gleichem Maße geeignet. Fischer klagte erfolgreich vor dem Verwaltungsgericht Karlsruhe gegen die Ernennung seines Konkurrenten. Da der Senatsvorsitz bereits seit Februar 2011 vakant war, bestimmte das BGH-Präsidium Andreas Ernemann, den kurz vor der Pensionierung stehenden Vorsitzenden des 4. Strafsenats, zum Vorsitzenden auch des 2. Senats. Ob dies zulässig war, war unter den Richtern des Senats streitig: Während eine Spruchgruppe die Besetzung der Senate für nicht ordnungsgemäß hielt und deshalb Verfahren aussetzte, hatten andere Spruchgruppen keine Bedenken.
Das Präsidium des Bundesgerichtshofs hielt dennoch an seinem Beschluss fest. Trotz fortbestehender Bedenken gegen die Besetzung nahm die erstgenannte Spruchgruppe nach einem Gespräch mit dem BGH-Präsidenten die Rechtsprechung des 2. Strafsenats im Februar 2012 wieder auf. Das Bundesverfassungsgericht sah in der Doppelbesetzung keine Verletzung des Rechts auf den gesetzlichen Richter nach Art. 101 Abs. 1 Satz 2 GG und nahm zwei Verfassungsbeschwerden, die einen solchen Verstoß geltend machten, nicht zur Entscheidung an. Am 30. Juni 2012 trat Andreas Ernemann in den Ruhestand, woraufhin Jörg-Peter Becker, der Vorsitzende des 3. Strafsenats, zusätzlich den Vorsitz des 2. Strafsenats übernahm.
Zum 1. Januar 2013 schloss sich Tolksdorf als Präsident des Bundesgerichtshofs unter Aufgabe des Vorsitzes im Kartellsenat des Bundesgerichtshofs wieder dem 3. Strafsenat an, dessen Vorsitz er bereits vor seiner Präsidentschaft innehatte. Becker war somit Vorsitzender des 2. Strafsenats, ohne dass ein Fall des Doppelvorsitzes vorlag.
Im Mai 2013 kam es zu einer endgültigen Einigung zwischen Fischer und Bundesjustizministerin Sabine Leutheusser-Schnarrenberger (FDP). Am 25. Juni 2013 wurde Fischer zum Vorsitzenden Richter am Bundesgerichtshof ernannt. Seit dem 1. Juli 2013 war er Vorsitzender des 2. Strafsenats. Tolksdorf und Becker kehrten wieder auf ihre vorherigen Positionen als Vorsitzende des Kartellsenats bzw. des 3. Strafsenats zurück.

## Zuständigkeit
Der Geschäftsverteilungsplan des Bundesgerichtshofs regelt die Zuständigkeit der Strafsenate derart, dass jeder Senat für Revisionen aus dem Bezirk bestimmter Oberlandesgerichte zuständig ist und darüber hinaus sogenannte Spezialzuständigkeiten wahrnimmt. Gegenwärtig (Stand 2020) sind dem 2. Strafsenat folgende Aufgaben zugewiesen:
1. die Revisionen in Strafsachen für die Bezirke der Oberlandesgerichte Frankfurt am Main, Jena und Köln;
2. die Entscheidungen des Bundesgerichtshofs als gemeinschaftliches oberes Gericht (z. B. §§ 12 ff StPO, § 42 Abs. 3 JGG), soweit nicht der 1. Strafsenat (Nr. 6) oder der 3. Strafsenat (Nr. 6 a) zuständig ist, die Bestimmung des zuständigen Gerichts nach § 19 Abs. 2 ZuständigkeitsergänzungsG vom 7. August 1952 (BGBl. I S. 407), die Bestimmung der zuständigen Staatsanwaltschaft nach § 6 Abs. 2 Satz 3 NS-AufhG vom 25. August 1998 (BGBl. I S. 2501) und die sonstigen Entscheidungen, die keinem anderen Strafsenat zugeteilt sind (u. a. nach § 138c Abs. 1 Satz 3 StPO, § 63 WpÜG);
3. die Entscheidungen des 4. Strafsenats im Falle der Zurückverweisung der Sache an einen anderen Strafsenat.

Der 2. Strafsenat hat also die sogenannte Innominatzuständigkeit inne, durch die ihm alle strafrechtlichen Angelegenheiten zugewiesen sind, für die kein anderer Strafsenat zuständig ist.

## Entscheidungen
Der 2. Strafsenat des Bundesgerichtshofs war unter anderem zuständig für die sowohl von der Staatsanwaltschaft als auch von dem Angeklagten eingelegte Revision im sogenannten „Kannibalen-Prozess“. Mit Urteil vom 22. April 2005 hob der Senat die Entscheidung des Landgerichts Kassel auf und ordnete die erneute Verhandlung und Entscheidung der Sache an. Dabei stellte der Senat klar, dass das Mordmerkmal zur Befriedigung des Geschlechtstriebes auch eine der Tötungshandlung zeitlich nachfolgende Befriedigung umfassen kann, wenn sie einen Bezug zur Tötungshandlung hat und Teil des Tatplans ist, und dass das von § 168 StGB (Störung der Totenruhe) geschützte Rechtsgut einer Einwilligung nicht zugänglich ist.

## Trivia
Aufgrund häufiger Anfragen an den Großen Senat für Strafsachen wurde der 2. Strafsenat in der Zeit, in der Thomas Fischer den Vorsitz innehatte, manchmal spöttisch „Rebellensenat“ genannt.